# Митинская (Нижнеслободский сельсовет)
Митинская — деревня в Вожегодском районе Вологодской области.
Входит в состав Нижнеслободского сельского поселения, с точки зрения административно-территориального деления — в Нижнеслободский сельсовет.
Расстояние по автодороге до районного центра Вожеги — 56,5 км, до центра муниципального образования Деревеньки — 7,5 км. Ближайшие населённые пункты — Гурьевская, Заозерье, Карповская.
По переписи 2002 года население — 19 человек.